# 1979 en architecture
| Années de l'architecture : 1976 - 1977 - 1978 - 1979 - 1980 - 1981 - 1982    |
| Décennies de l'architecture : 1940 - 1950 - 1960 - 1970 - 1980 - 1990 - 2000 |

Cet article présente les faits marquants de l'année 1979 en architecture.

## Réalisations
- Christian de Portzamparc réalise l'opération des Hautes-Formes à Paris dans le XIIIe arrondissement.

## Récompenses
- Grand prix national de l'architecture : Claude Parent.
- Prix Pritzker : Philip Johnson.

## Naissances
- x

## Décès
- 9 janvier : Pier Luigi Nervi (° 21 juin 1891).
- 28 septembre : Angiolo Mazzoni (° 21 mai 1894).